# Студёный (Воронежская область)
Студёный — посёлок в Новохопёрском районе Воронежской области России. Входит в состав Коленовского сельского поселения.

## Население
| 2010 |
| ---- |
| 57   |

## Уличная сеть
- ул. Студеновская